# クラウディア・ガリ
クラウディア・ガリ（Claudia Josefina Galli Concha、1978年8月3日 - ）は、スウェーデンの女優である。ストックホルム出身。

## 経歴
3歳のとき、スウェーデンのテレビ番組『Trazan & Banarne』のコーナーに出演し、子役デビュー。TV4の昼ドラマ『Skilda världar』でフリダ・リンドバーグ役を演じ、女優として躍進した。
また、SVTのコメディ『Svensson, Svensson』でリナ・スヴェンションを2シーズン演じ、TV4のコメディ『Parlamentet』にもパネラーとして出演した。『Let's Dance 2010』にプロダンサーのトビアス・ワリンと組んで出場し、2位となった。
ダンス番組に出演した後、SVTのコメディシリーズ『Starke man』でヨナ・ウェッターストロムを演じた。2012年より、カミラ・レックバリの『Fjällbackamorden』の映像化作品に出演している。

## 人物
2012年に映画監督のマヌエル・コンチャと結婚。また、同じく女優のヨセフィーヌ・ボルヌブッシュのおばにあたる。

## 出演
- 1995 『Svarta skallar och vita nätter』
- 1997-2002 『Skilda världar 』
- 1998 『暗殺の瞬間』
- 2001 『Festival』
- 2001 『Känd från TV』
- 2006 『Kärringen därnere』
- 2006 『Asterix and the Vikings』（アバの声）
- 2007 『Tusenbröder』
- 2007 『Playa del Sol』
- 2007 『Lögnens pris』
- 2007 『ビー・ムービー』（ヴァネッサ・ブルームの声）
- 2007-2008 『Svensson, Svensson』
- 2008 『Misses lista』
- 2008 『Oskyldigt dömd』
- 2009 『Parlamentet』
- 2009 『Het Huis Anubis』（パトリシアの声）
- 2009 『Cirkus Möller』
- 2009 『Emmas film』
- 2010 『Starke man』
- 2011 『ランゴ』（声の出演）
- 2011 『スパイキッズ4D:ワールドタイム・ミッション』（マリッサ・ウィルソンの声）
- 2012 『Fjällbackamorden』
- 2013 『Bäst före』
- 2013 『Tyskungen』
- 2013 『The Anderssons Hit the Road』
- 2014 『Hoppas farfar dör』
- 2015 『I nöd eller lust』
- 2018 『Lingonligan』